# Rabin, the Last Day
Rabin, the Last Day è un film-documentario di genere thriller politico diretto da Amos Gitai. È stato selezionato per competere per il Leone d'Oro alla 72ª Mostra internazionale d'arte cinematografica di Venezia.

## Trama
Il film mostra gli eventi relativi agli ultimi giorni e all'assassinio del Primo Ministro israeliano Yitzhak Rabin.

## Accoglienza
Ha un punteggio del 61% su Metacritic.
The Playlist ha assegnato al film il voto, descrivendolo come "profondamente avvincente e intelligente". The Hollywood Reporter scrisse che il film "beneficia per tutta la durata del preciso lavoro tecnico, dalla sobria fotografia di Eric Gautier fino all'appassionato tema musicale di Amit Poznansky". Jonathan Romney considerò su Screendaily il film uno dei "più ambiziosi e convincenti lavori finora" di Gitai", notando che "l'approccio deliberatamente lento" del film "induce un'atmosfera distaccata che permette a Gitai di mostrare gli eventi con distinta chiarezza".